# Schynige Platte

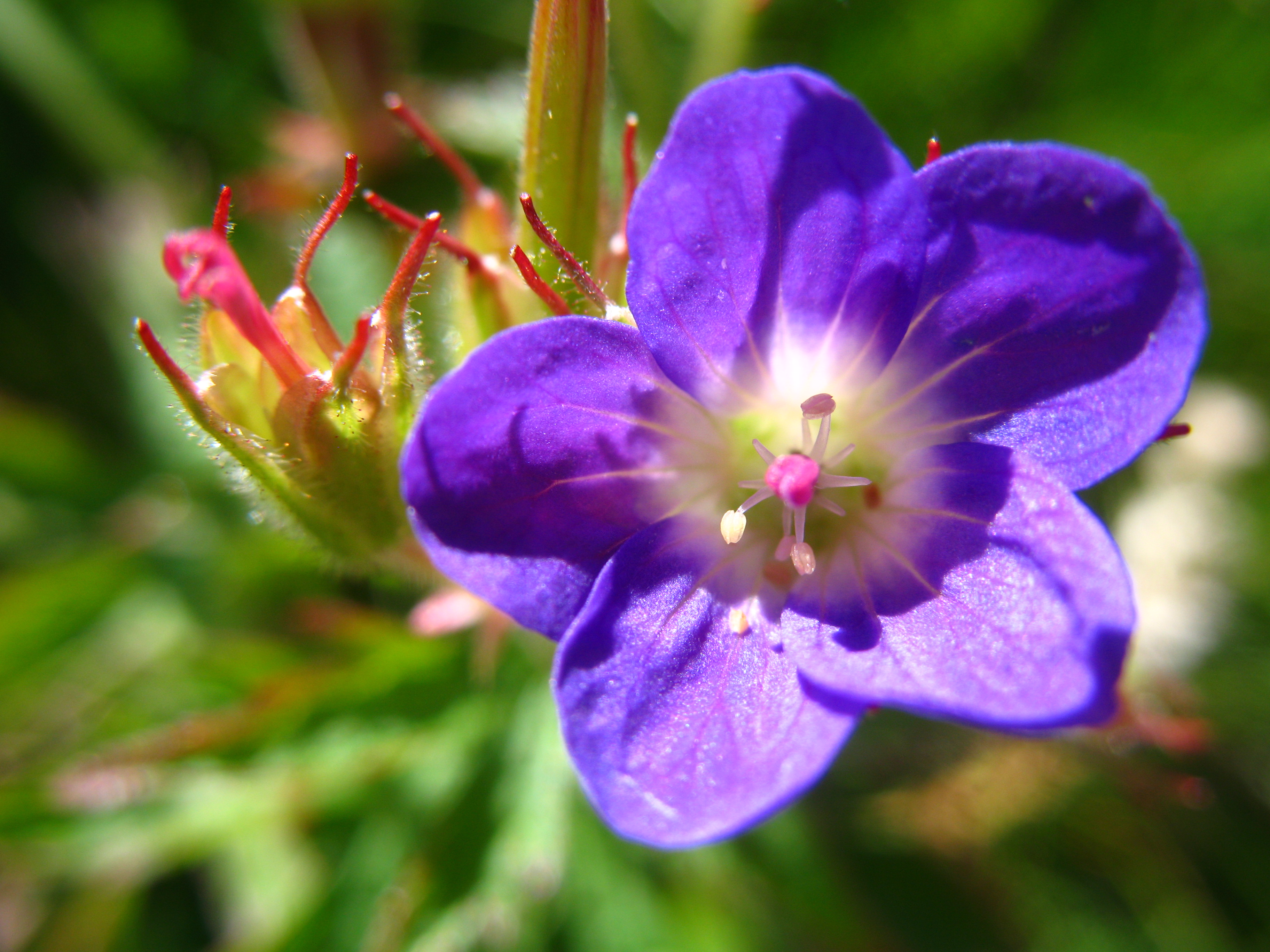
Květena na Schynige Platte

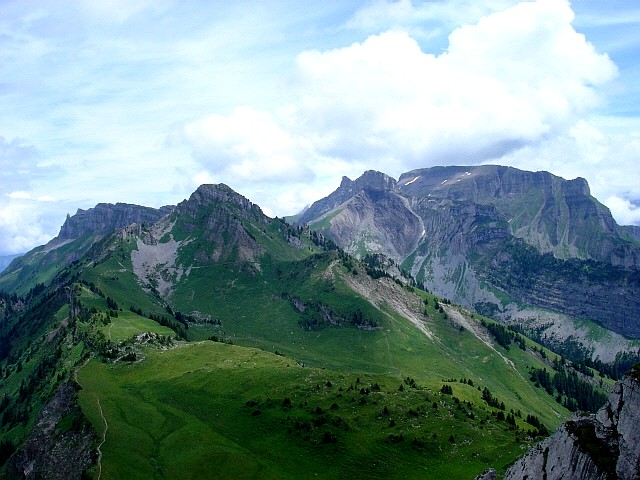
Schynige Platte

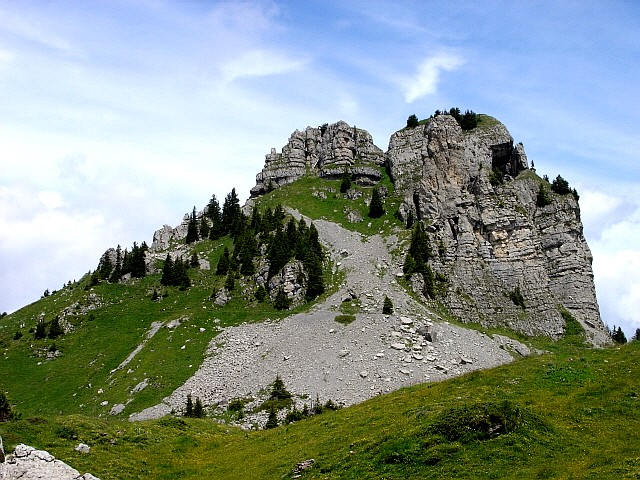
Skalní vyhlídka

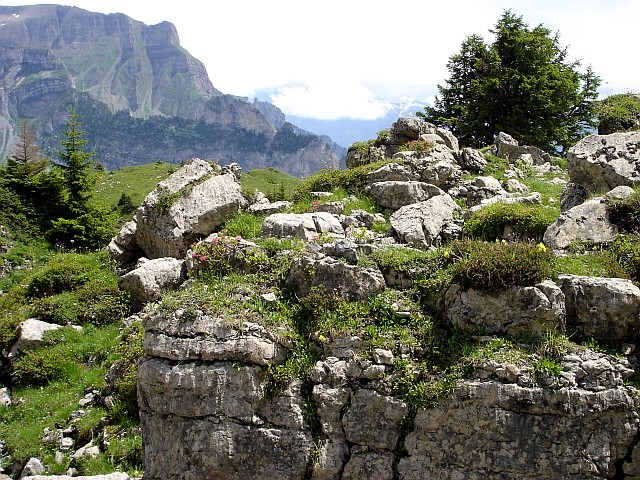

Schynige Platte je náhorní plošina jižně od města Interlaken v kantonu Bern ve Švýcarsku.
Schynige Platte je výjimečné místo svou polohou nad údolími a pohledem na okolní vrcholy hor a pohoří.
Na tuto plošinu se dostanete ozubnicovou železnicí Schynige Platte Bahn, která v sedmi kilometrové délce stoupá do výše 1.967 m n. m. z dolní stanice Wilderswil. Trať je vedena po úbočí hory, a při jízdě je možno sledovat změnu flóry se změnou nadmořské výšky od hustých údolních lesů, alpských luk až po horské rostlinstvo na vrcholu. Unikátní je změna krajiny po průjezdu tunelem Grätli. Zároveň je možno zhlédnout obě jezerní plochy jezer Thunersee a Brienzersee a na druhé straně bílé giganty Bernských Alp, Eiger, Mönch, Jungfrau a sedla Jungfraujoch.
Místo láká turisty i botaniky, zejména "alpskou zahradou", což je botanická zahrada, která má velkou biologickou a botanickou rozmanitost.

scenérie Schynige Platte
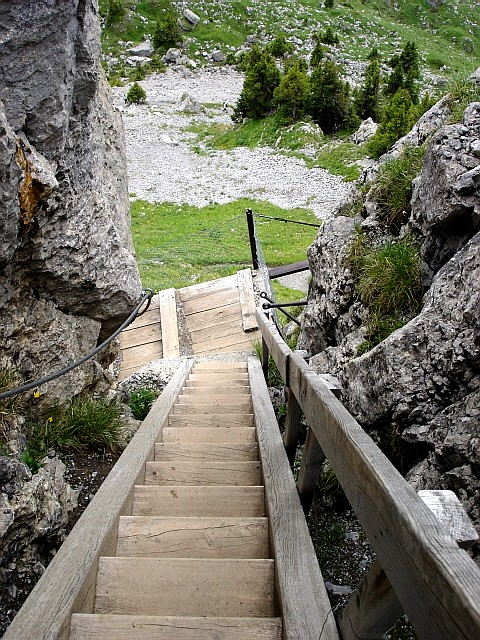
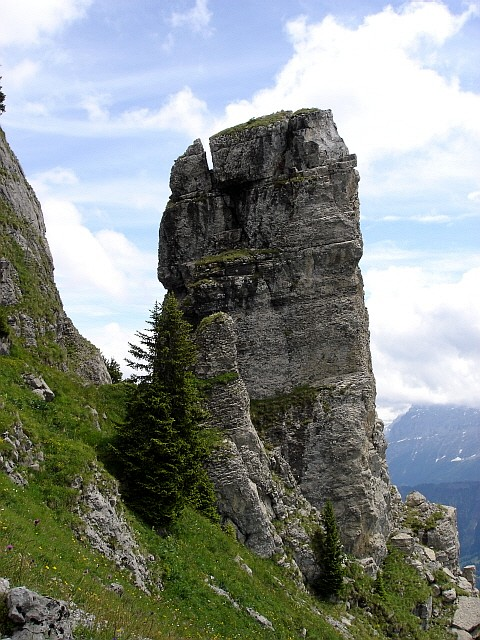
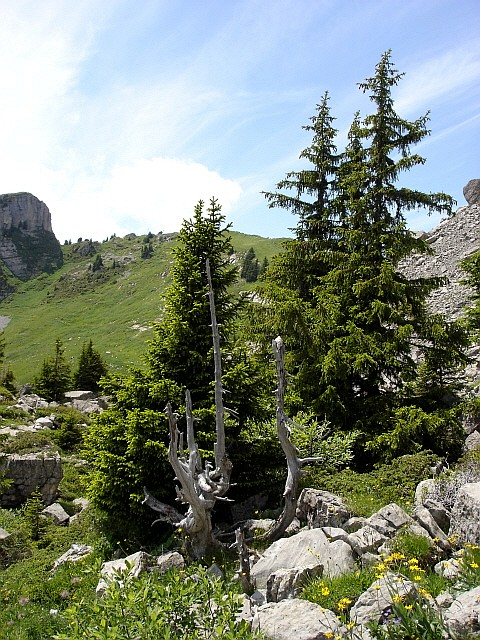
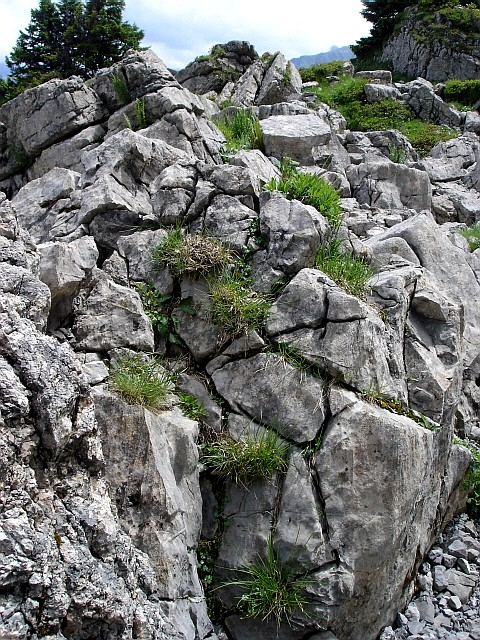

## Alpská zahrada
Alpská zahrada, botanická zahrada, která čítá na 500-600 rostlin a kapradin, které jsou ve volné přírodě vzácné. Na rozloze 8323 m2 alpské zahrady je soustředěna zejména přírodní alpinská a subalpinské vegetace.
Alpská botanická zahrada byla vytvořena jako jedna z prvních v Alpách a jako jedna z mála ukazuje rostliny v jejich přirozeném rostlinném společenství a prostředí. Pokud to bylo možné, byly zde soustředěny rostliny, které se nacházejí ve Švýcarsku, nad úrovní zalesnění. Rozmanitá topografie různých malých expozic rostlin vede k velké rozmanitosti ekologických podmínek, a tedy i rostlinných společenstev. Rostliny byly z původních míst přeneseny se zeminou a podkladem z původního naleziště tak, aby netrpěly změnou, způsobenou přesazením.
Skladba květeny na tomto místě vytváří dojem stále kvetoucí louky, protože se zde nacházejí různé druhy flóry, s různým obdobím květenství.
Alpinum je dobře udržované a vzdálené cca 500m od horní zastávky Schynige Platte Bahn. Zahrada hned u vstupu ukazuje některé důležité aspekty ekologie v alpských oblastech, vztahy s geologií, vztahy s některými zvířaty, vliv civilizace aj.

Alpská zahrada
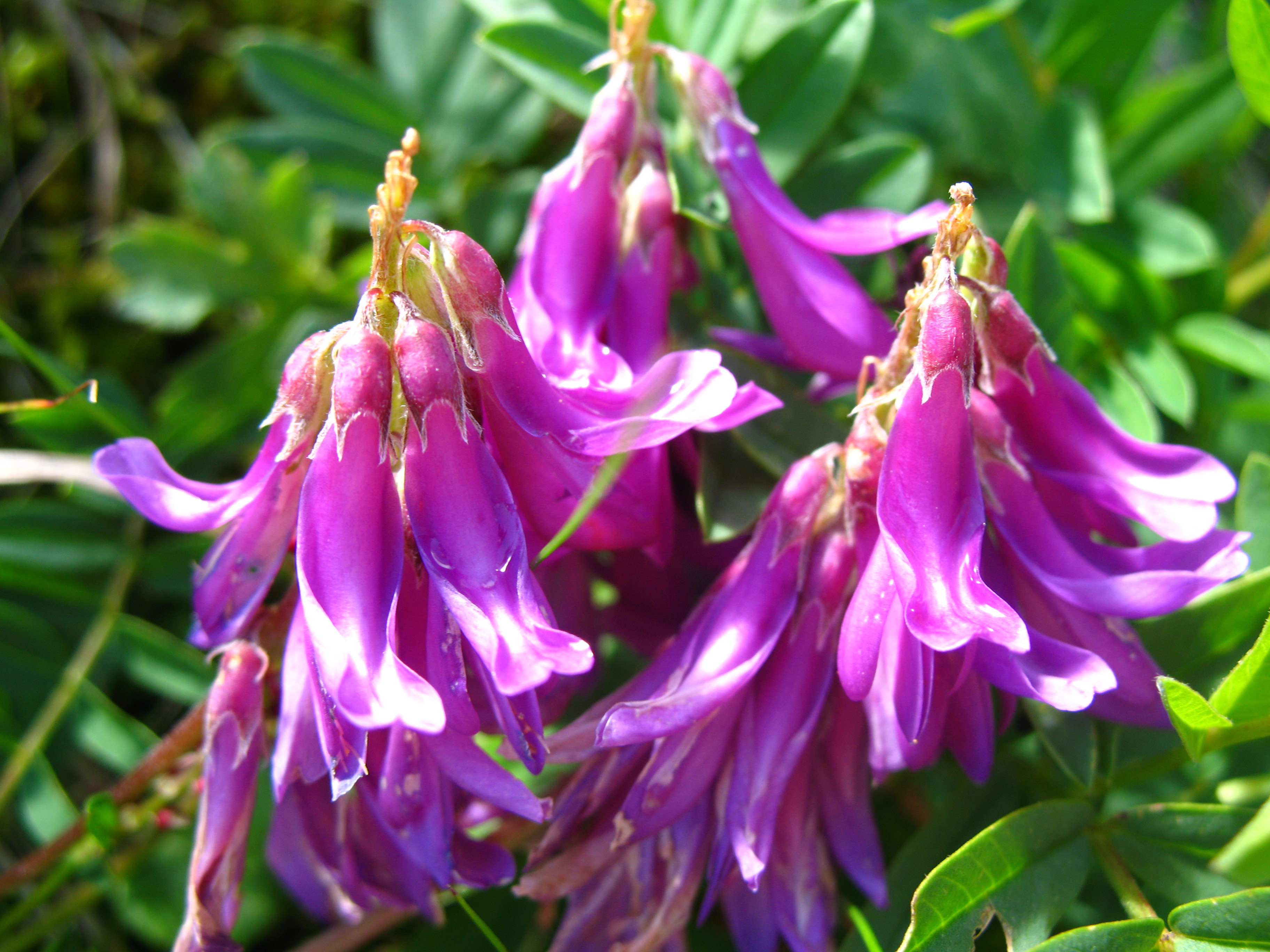
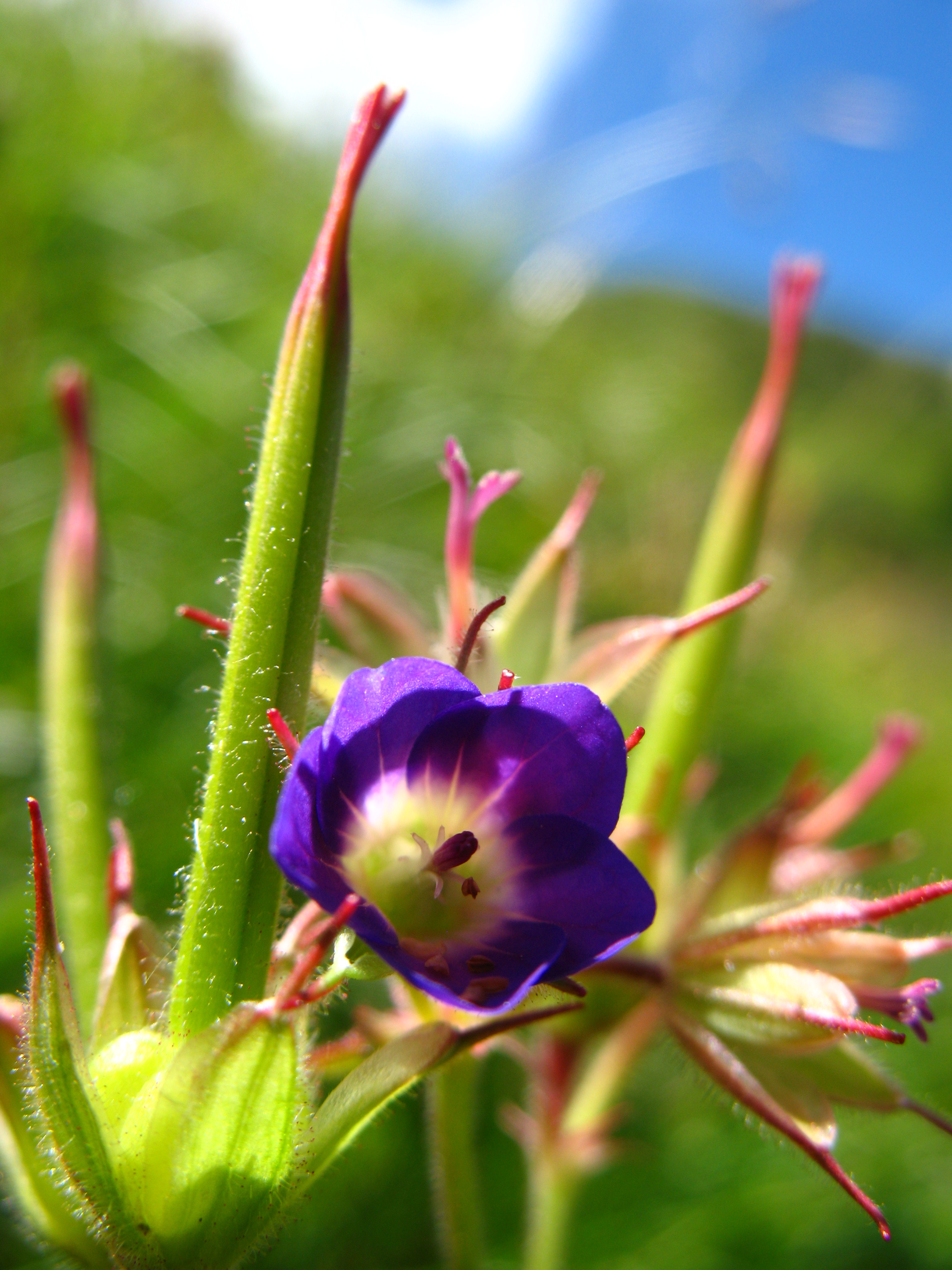
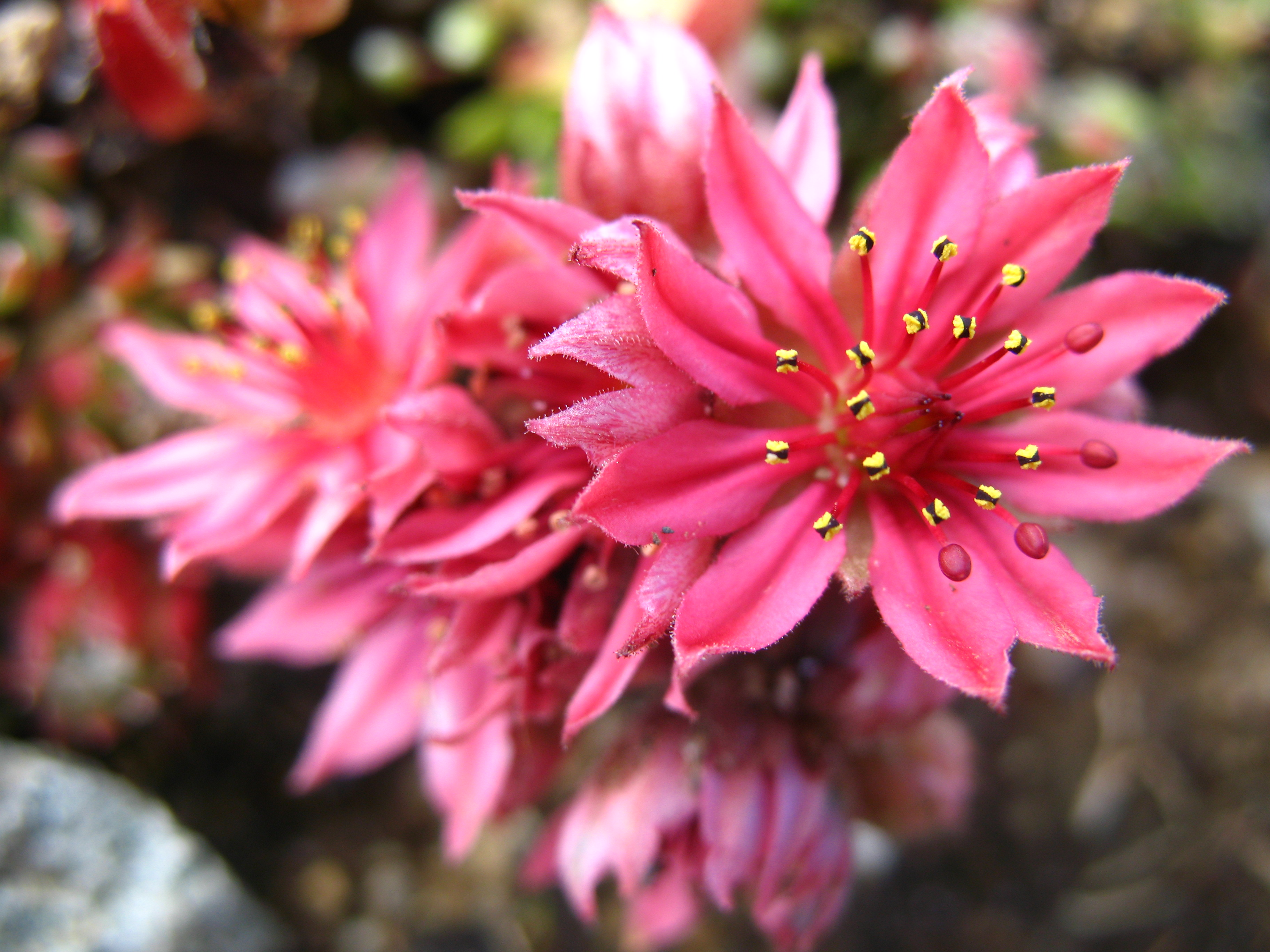
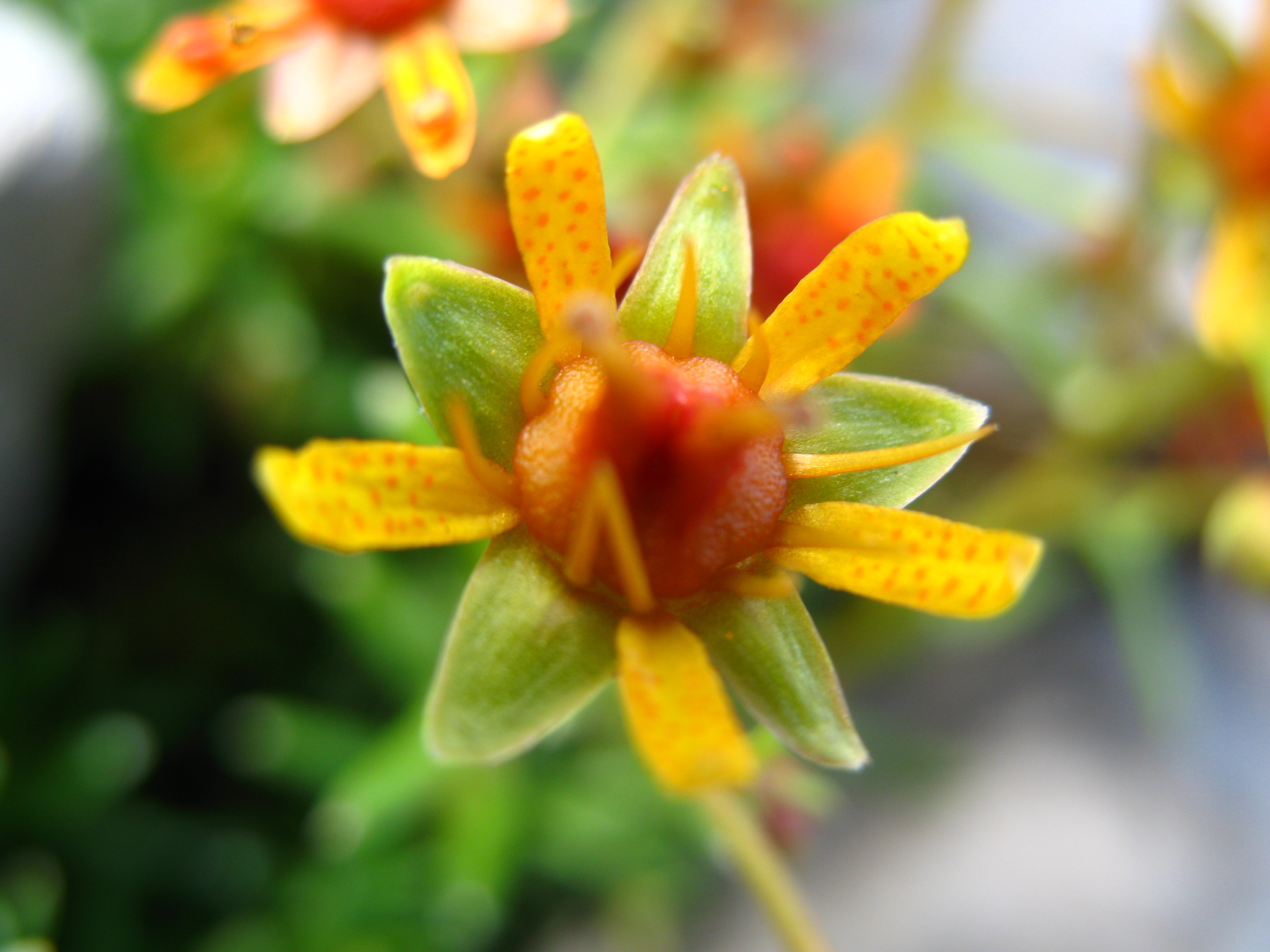
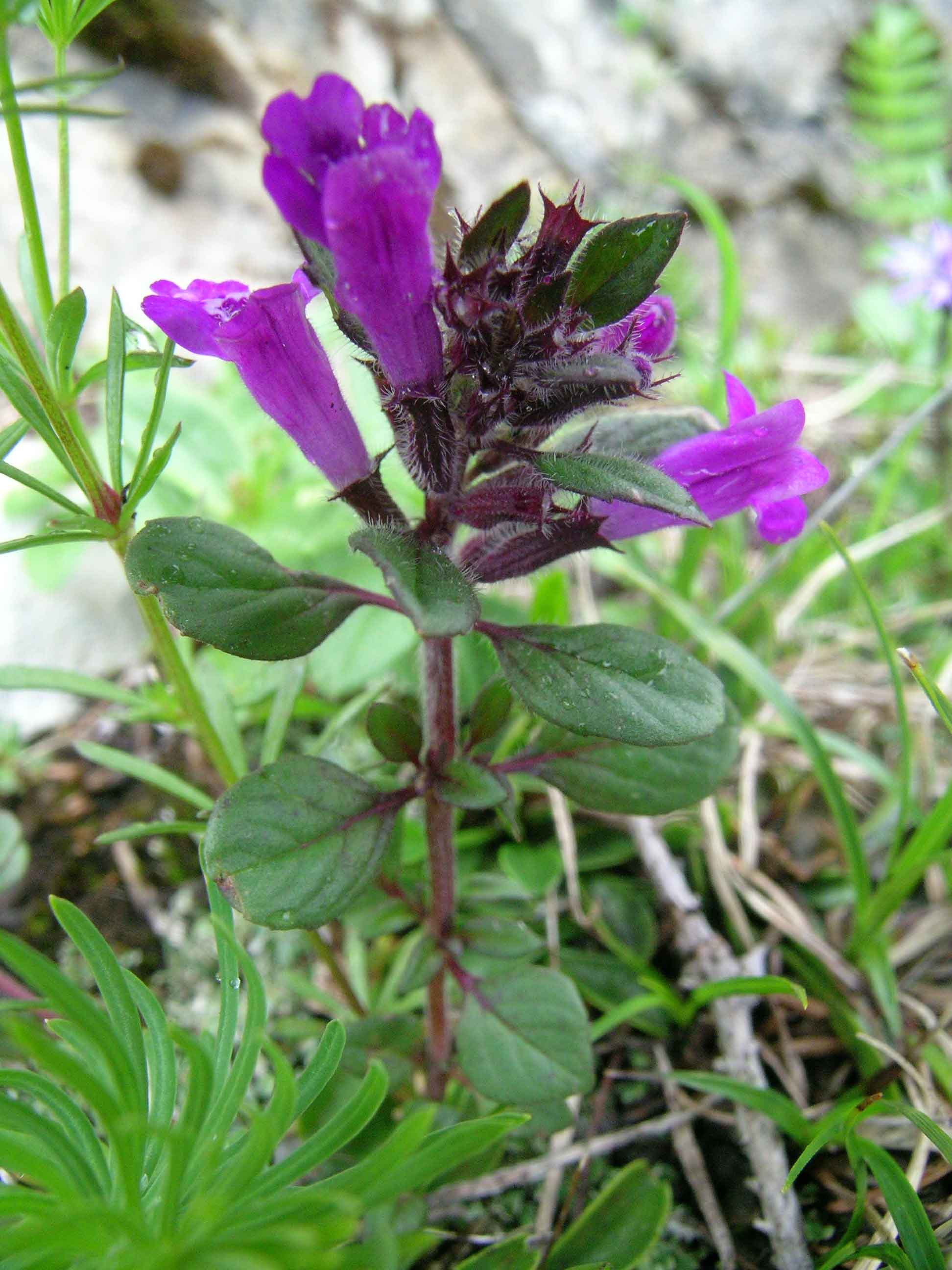
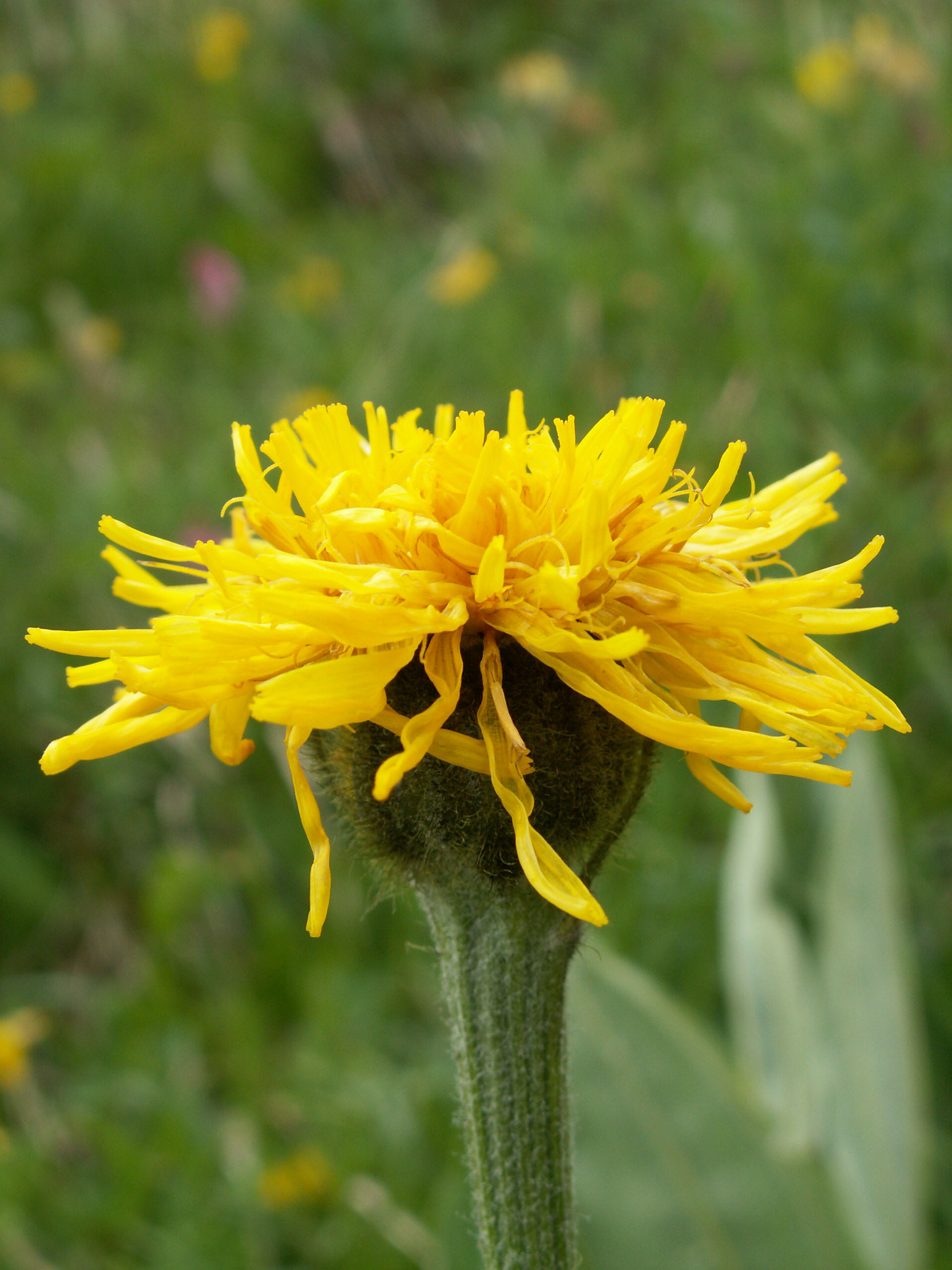
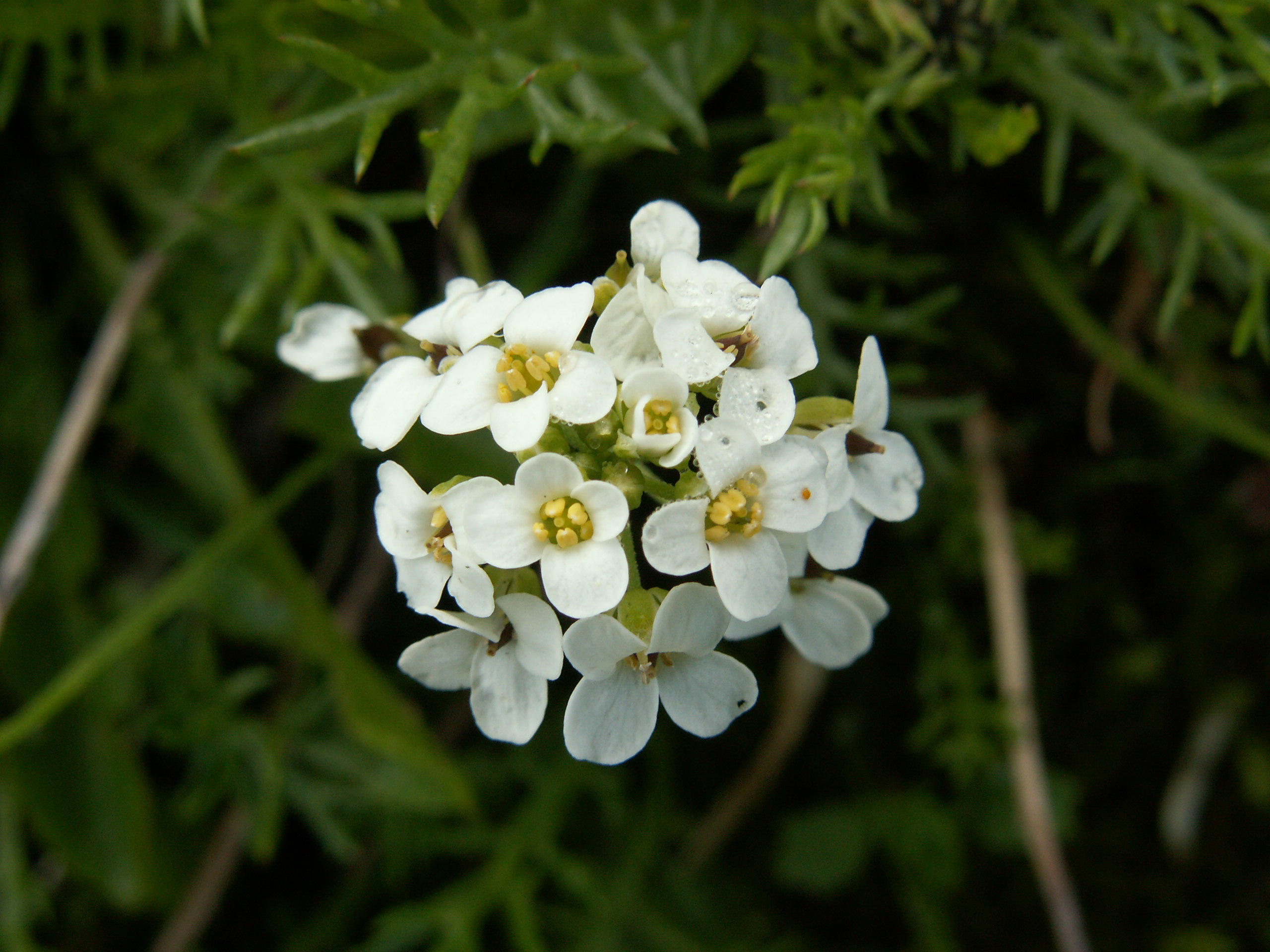
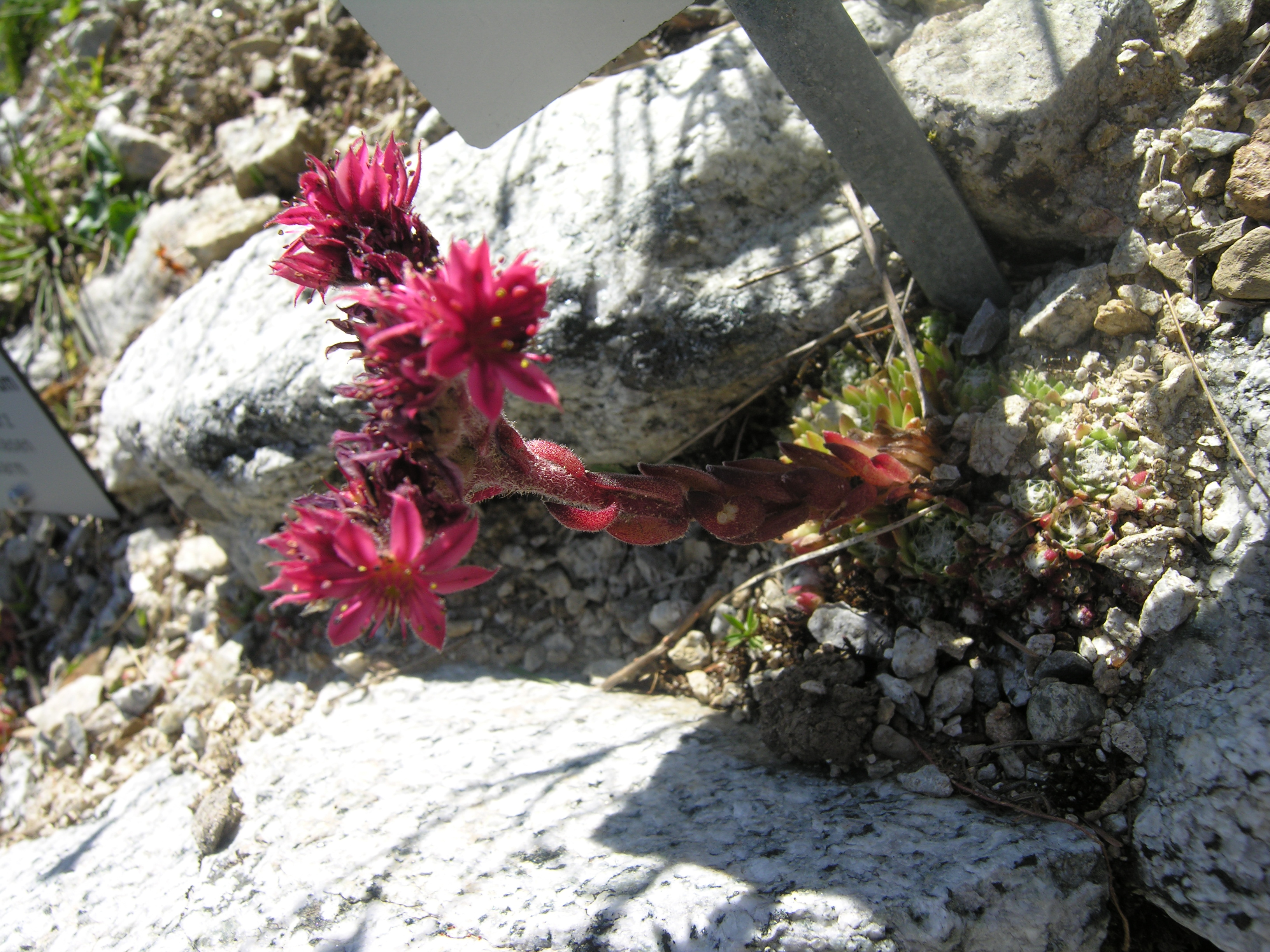

## Rekreace, turistika
Lehký výlet:

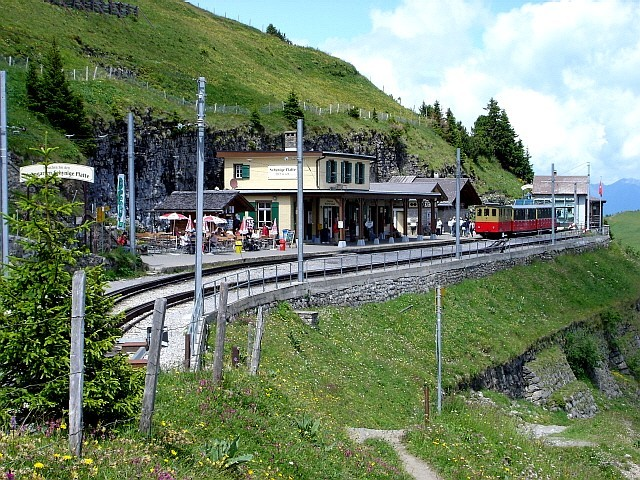
Horní zastávka Schynige Platte

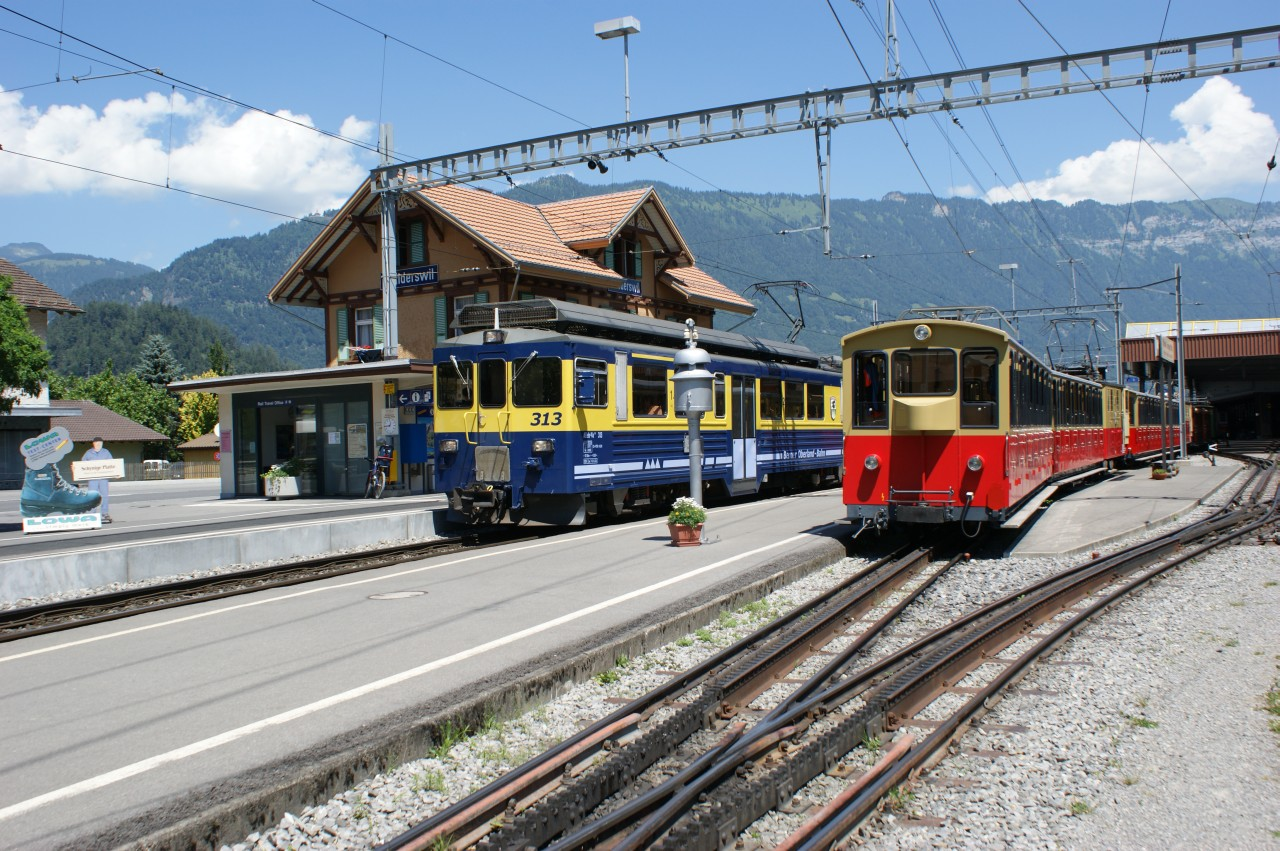
Dolní zastávka Wilderswil

Železnicí Schynige Platte Bahn se nechte vyvést na náhorní plošinu, prohlédněte si Alpskou zahradu a při kávě na terase restaurace se pokochejte pohledem na vrcholy Eiger, Mönch, Jungfrau a sedlo Jungfraujoch.
Výlet po hřebeni:
Od horní stanice Schynige Platte Bahn je možno se vypravit vzhůru na vrchol Lauchernhorn, chatě Männdlenen a chatě Sägistal. Na začátku vede stezka kolem různých kamenných, skalních útvarů a srázů, odkud je výhled na jezero Brienzersee. K chatě Männdlenen stoupá stezka strmější než po hřebenu Winteregg, odkud je nádherný výhled na vrcholy hor Eiger, Monch a Jungfrau. Cesta dále pokračuje relativně rovně a v posledních metrech stoupá na Faulhorn. Pohled z Faulhorn do okolí je okouzlující, severním směrem např. do hlubokého lesů. Dále od Faulhornu je náhorní jezero Bachalpsee, v jehož okolí se nachází nádherné scenérie alpské přírody. Turistický čas: cca 6 hod, nutno brát v úvahu možnou změnu počasí.
Výstup:
Wilderswil-Breitlauenen-Schynige Platte je náročná cesta plná příkrého stoupání vedená zprvu přes temné lesy a posléze po vysokohorských loukách. Cestou je možno sledovat proměnu flóry, ale i měnící se pohled z ptačí perspektivy do údolí na řeky Lütschine a Aare. V Breitlauenen je zastávka železnice a toto místo je možno využít jako úkryt při náhlé změně počasí nebo odpočinku. Turistický čas: Wilderswil-Breitlauenen cca 3 hod., Breitlauenen-Schynige Platte cca 1 hod. 30 min., výstup je fyzicky náročný.